# Hang Thun Hak
Hang Thun Hak (1924 – 1975) là nhà viết kịch, viện sĩ và chính trị gia cấp tiến Campuchia.

## Tiểu sử
Hang Thun Hak sinh ngày 2 tháng 8 năm 1924 tại huyện Prek Kak, tỉnh Kampong Cham phía đông Campuchia, trong một gia đình công chức nhỏ. Thuở thiếu thời ông học rất giỏi nhất là các môn nghệ thuật, sau nhận học bổng chính quyền thuộc địa sang Pháp du học nghề biên kịch tại Paris, tại đây ông có mối liên kết với các nhóm sinh viên cấp tiến mà tâm điểm là Keng Vannsak và một số lãnh đạo tương lai của Đảng Cộng sản Campuchia. Ông trở về nước vào năm 1951 và dành phần lớn thời gian tham gia vào các nhóm du kích kháng chiến của Sơn Ngọc Thành chống lại chính quyền thực dân, mà khu vực hoạt động được đặt tại vùng rừng sâu ở Siem Reap. Ít lâu sau, Hak ly khai trở lại đời sống bình thường vào năm 1953, ngay trước khi Campuchia giành độc lập.
Dưới thời kỳ thống trị của Đảng Sangkum do Hoàng thân Norodom Sihanouk lập nên, Hang Thun Hak nhận giảng dạy tại Học viện Sân khấu Quốc gia Campuchia, nơi ông ra sức tập trung vào việc phát triển nền kịch nghệ Campuchia hiện đại. Nhờ kiến thức uyên thâm từ thời du học bên Pháp, ông được đề cử làm Giám đốc Đại học Mỹ thuật Hoàng gia Campuchia sau khi trường thành lập vào năm 1965. Nhiều vở kịch của ông, chẳng hạn như Thma Raom và Kanya Chareya (cả hai được ra mắt công chúng từ cuối thập niên 1950) với dụng ý công kích chính phủ tham nhũng và kết hợp cả yếu tố mạnh mẽ của sự châm biếm chính trị; đồng thời Hak còn có mối quan hệ thân mật với Thái hậu Sisowath Kossamak, nhờ đó đã giúp ông bảo vệ màn trình diễn của những tác phẩm này trước sự kiểm duyệt của chính phủ.
Cuộc đảo chính Campuchia năm 1970 do Tướng Lon Nol thực hiện, dẫn đến lật đổ quyền lực của Sihanouk và tiến tới việc thành lập nước Cộng hòa Khmer. Lúc đầu trong cuộc bầu cử tổng thống, Hak tham gia tranh cử với vai trò lãnh đạo Pracheachon, một Đảng Xã hội Chủ nghĩa mà ông đã từng tham gia, nhưng cuối cùng lại gia nhập Đảng Xã hội Cộng hòa của Lon Nol và giữ chức Thủ tướng Chính phủ từ ngày 17 tháng 10 năm 1972 đến ngày 17 tháng 4 năm 1973.
Tuy nhiên trong thời gian này, nước Cộng hòa bị lôi kéo vào một cuộc chiến ác liệt chống lại GRUNK, một liên minh giữa Sihanouk và Khmer Đỏ. Bất chấp chính sách của Mỹ vẫn có hiệu lực vào thời điểm đó, cố tình phớt lờ Sihanouk trong các cuộc đàm phán, Hak đã cố gắng liên lạc với ông hoàng này nhằm đạt được một thỏa thuận ngừng bắn. Ngoài ra, ông cũng đã thực hiện một số cuộc tiếp xúc riêng biệt với Khmer Đỏ thông qua một trong những nhà lãnh đạo thuộc thành phần ôn hòa là Hou Yuon. Ông cũng đảm bảo rằng Thái hậu Kossamak, mẹ Sihanouk, vẫn được bảo vệ nghiêm ngặt khi hộ tống bà đến Bắc Kinh, Trung Quốc vào năm 1973. Không lâu sau đó, vì bất đồng chính kiến với lề lối cai trị của nội các mới, lon Nol đã buộc Hak phải từ chức vào cuối năm 1973. Bất mãn trước tình hình chính trị hỗn loạn, Hak tuyên bố rút khỏi chính trường về quê sống ẩn cư vào đầu năm 1974.
Sau khi Lon Nol đệ đơn từ chức rồi vội vàng rời khỏi Phnom Penh trong cuộc vây hãm thủ đô của Khmer Đỏ vào đầu tháng 4 năm 1975, Hang Thun Hak được bầu là thành viên của Hội đồng Chính trị Tối cao và cố gắng tìm kiếm một thỏa thuận ngừng bắn với Khmer Đỏ để tránh một cuộc đổ máu tai hại trong thời điểm đấy. Đại sứ quán Mỹ đã kêu gọi Hak cùng di tản khỏi rời khỏi Campuchia vì lo sợ ông sẽ bị sát hại khi phe Cộng sản đánh chiếm thủ đô, thế nhưng Hak kiên quyết từ chối vì lòng yêu nước mãnh liệt. Tuy vậy, vợ và con gái của ông đã được người Mỹ giúp rời khỏi đất nước sang sống tị nạn tại Pháp. Rạng sáng ngày 17 tháng 4, khi quân Khmer Đỏ tiến vào thủ đô Phnom Penh đã ra lệnh xử tử tất cả các quan chức chế độ cũ trong đó có Hak, dù ông đã cố sức van nài và cử đại diện tới thuyết phục họ nhưng vẫn không tránh khỏi cái chết thảm khốc.